# Grande Prêmio da Itália de 1988
Resultados do Grande Prêmio da Itália de Fórmula 1 realizado em Monza em 11 de setembro de 1988. Décima segunda etapa do campeonato, nele o vencedor foi o austríaco Gerhard Berger, que subiu ao pódio junto a Michele Alboreto numa dobradinha da Ferrari, com Eddie Cheever em terceiro pela Arrows-Megatron.

## Resumo

### FIAT compra a Ferrari
Dias antes do Grande Prêmio da Itália, a FIAT confirmou a aquisição dos 40% da Ferrari pertencentes ao falecido Enzo Ferrari a um custo de US$ 13,5 milhões conforme os termos acordo celebrado em 1969 entre o comendador e a empresa de Gianni Agnelli, elevando para 90% o controle acionário externo sobre a tradicional fábrica de carros desportivos de luxo, assumindo também as operações da Scuderia Ferrari, a mais longeva e conhecida equipe de Fórmula 1. O restante das ações foi destinada a Piero Ferrari, filho de Enzo Ferrari.

### Esqueçam o que ele disse
Quando Ayrton Senna venceu o Grande Prêmio da Bélgica, Alain Prost declarou publicamente que seu companheiro de equipe e rival na McLaren tornou-se ali, "com muito merecimento", o campeão mundial de 1988, mas quem estranhou a capitulação do francês estava certo, pois ao chegar na Itália o discurso do bicampeão mudou da água para o vinhoː "Vai ser difícil tirar a vantagem do Ayrton, mas vou brigar até o fim pelo campeonato". Vencedor em Monza pela Renault em 1981 e pela McLaren em 1985, Prost precisará repetir tal façanha para manter-se vivo na disputa, pois neste momento sua desvantagem em relação a Senna é de três pontos e três vitórias na classificação geral.
No quesito retrospecto, a vantagem de Alain Prost é inquestionável, e o próprio Ayrton Senna não esconde o seu objetivoː "Sempre corri bem aqui em Monza e nunca venci. Acho que já é hora disso acontecer". Declarações à parte, o passado não favorece o brasileiroː em 1984 ele não correu porque a Toleman o suspendeu por quebra de contrato, e embora tenha sido o terceiro colocado no ano seguinte após sair na pole, uma avaria mecânica o fez parar vinte metros depois da largada em 1986. Sua única chance de vitória no Grande Prêmio da Itália foi em 1987 quando, sem nenhum pit stop, liderava a corrida em sua Lotus com Nelson Piquet à distância, mesmo a Williams tendo pneus novos, mas ao aproximar-se da Ligier do retardatário Piercarlo Ghinzani o carro de Senna tocou a sujeira pouco antes da Parabólica, saiu da pista, levantou poeira e perdeu a liderança para Piquet a oito voltas do fim. Senna ainda descontou a diferença, mas seu compatriota venceu com um segundo e oito de vantagem.

### Nigel Mansell, o ausente
Debilitado pelo sarampo na etapa húngara, Nigel Mansell desenvolveu uma catapora como infecção secundária e por isso Martin Brundle o substituiu no Grande Prêmio da Bélgica. Entretanto, Brundle correria pela Jaguar no Mundial de Resistência de 1988 (onde foi campeão, frise-se), e assim a Williams cogitou o nome de Roberto Moreno, piloto de testes da Ferrari. Mas como os patrocinadores da equipe italiana concorriam com os de Frank Williams, o dirigente britânico inscreveu o francês Jean-Louis Schlesser, agraciado com a superlicença da FISA na quinta-feira anterior à corrida e cuja experiência na Fórmula 1 resumia-se a malsucedidos treinos de classificação ao volante da RAM para a Corrida dos Campeões e para o Grande Prêmio da França em 1983. Algum tempo depois, o time de Grove confirmou a renovação do contrato de Riccardo Patrese, que faria dupla com Thierry Boutsen por dois anos.

### Dobradinha da Ferrari na Itália
Apenas seis voltas no treino de sexta-feira foram o bastante para Ayrton Senna marcar o melhor tempo nos treinos, mesmo que por um décimo de segundo sobre Alain Prost. Confiante, o brasileiro trocou o bólido titular pelo reserva no decorrer da sessão, na qual o grid provisório foi simétricoː A McLaren na primeira fila com Senna e Prost, a Ferrari vindo a seguir com Michele Alboreto e Gerhard Berger enquanto a Arrows provou o quanto o motor BMW M12 (o mesmo utilizado pela Brabham no bicampeonato de Nelson Piquet em 1983) é forteː rebatizado como Megatron, o propulsor colocou Eddie Cheever e Derek Warwick na terceira fila, uma posição adiante da Lotus de Piquet e duas na frente de Alessandro Nanini, cuja Benetton foi a melhor máquina dentre as de motor aspirado. Automobilismo à parte, a Honda informou que seu motor aspirado será exclusivo da McLaren em 1989 e com isso a Lotus utilizará os motores Judd, mantendo por mais um ano o patrocínio da Reynolds.
No dia seguinte, Gerhard Berger tomou o terceiro lugar de Michele Alboreto. Com Eddie Cheever e Derek Warwick nos mesmos lugares de antes, Nelson Piquet sobreviveu ao avanço da Benetton, mas viu Thierry Boutsen desbancar Alessandro Nanini. Melhor do fim de semana, Ayrton Senna marcou a primeira pole da McLaren em Monza desde James Hunt em 1977 deixando Alain Prost em segundo lugar e ainda quebrou o recorde de pole positions num mesmo campeonato, com dez, superando Ronnie Peterson, Niki Lauda e Nelson Piquet.
Embora Alain Prost tenha largado melhor, foi superado por Ayrton Senna antes da primeira curva e logo o brasileiro ostentava uma diferença superior a três segundos sobre o rival, acossado pela Ferrari de Gerhard Berger. Conforme a prova seguiu, a diferença entre Senna e Prost aumentou enquanto o francês deixou Berger para trás. Durante 34 voltas as cinco primeiras posições quedaram inalteradasː Senna, Prost, Berger, Alboreto e Cheever, enquanto o sexto lugar esteve por muito tempo nas mãos de Thierry Boutsen, até que Derek Warwick o superou. Previsível e modorrenta, a corrida mudou quando o motor de Alain Prost começou a falhar e fazer barulho, obrigando-o a parar nos boxes. Durante anos atribuíram o defeito a um tipo "mais pobre" de mistura entre ar e gasolina utilizado pela McLaren afim de evitar o consumo excessivo de combustível, entretanto a quebra do motor foi causada por uma falha mecânica. Nesse momento, vinte e cinco segundos separavam Ayrton Senna e Gerhard Berger, o novo vice-líder.
Em 2016, Neil Trundle, mecânico-chefe da McLaren naquela época, declarouː “Nós tiramos a tampa do motor e lá estava: uma das velas tinha caído de um plugue. Um superaquecimento foi a provável causa, por isso instruímos Ayrton pelo rádio a ir mais devagar para manter as velas mais frias porque o grau errado de encaixe tinha sido usado no carro dele também”. A necessidade de poupar combustível também influenciou a condução de Senna a partir dali devido ao seu ritmo forte no começo da prova visando distanciar-se de Alain Prost. Alheio a desses detalhes, Gerhard Berger acelerouː na volta 46 sua desvantagem em relação ao líder era de dez segundos, caindo pela metade na volta 49, quando o brasileiro alcançou o retardatário Jean-Louis Schlesser. Segundo a Folha de S.Paulo, "Ao entrar na variante, Schlesser travou os freios e perdeu a tangência da curva. Seu Williams subiu na zebra desgarrando para fora da pista. Senna, imprudente, aproveitou o descuido do francês para fazer a ultrapassagem por dentro. No meio da curva Ayrton retomou a trajetória normal, fechada. Nessa hora Schlesser recuperou o controle e voltou para o asfalto. O toque dos dois foi inevitável. A batida jogou o McLaren para o alto e fez com que Senna rodasse". Neste momento os tiffosi foram ao delírio antevendo uma vitória da Ferrari com Gerhard Berger em primeiro e Michele Alboreto em segundo, e assim aconteceu após 51 voltas.
Celebrando a memória do comendador Enzo Ferrari diante de uma multidão em êxtase, os pilotos da Ferrari deram à equipe sua décima vitória em Monza, sendo a primeira dobradinha no circuito desde Jody Scheckter e Gilles Villeneuve em 1979 e o primeiro triunfo ferrarista em solo italiano desde o Grande Prêmio de San Marino de 1983. Mais de meio minuto depois dos bólidos vermelhos, a Arrows cruzou a linha de chegada com Eddie Cheever e Derek Warwick em terceiro e quarto lugares (o norte-americano não subia ao pódio desde o Grande Prêmio da Itália de 1983 e o motor Megatron jamais voltaria a esse local), enquanto Ivan Capelli levou a March ao quinto posto e a sexta posição da Benetton de Thierry Boutsen marcou os 300 Grandes Prêmios da Ford na Fórmula 1.
A apoteose da Ferrari em Monza interrompeu uma sequência de onze vitórias consecutivas da McLaren, impedindo o time britânico de (em tese) vencer as dezesseis corridas previstas para 1988, embora o time de Ron Dennis tenha firmado um recorde ainda vigente na Fórmula 1. Entretanto, o júbilo do cavallino rampante esteve sob risco nas duas horas seguintes ao fim da contenda, pois ao examinarem o carro de Berger, os comissários da FISA detectaram 151, 5 litros de combustível no tanque do austríaco, excedendo os 150 litros previstos no regulamento. Novas medições foram feitas e a irregularidade persistia, diferença atribuída a uma superfície "ligeiramente inclinada" onde realizaram a primeira aferição. Em seu veredicto, os fiscais, "para evitar qualquer mal entendido", refizeram as medições em local plano e encontraram 149,5 litros de combustível no carro do vencedor, ratificando o resultado da pista.

### Senna errou mais uma vez
Lamento e decepção foram a tônica nas palavras de Ayrton Senna após o incidente. Embora aparentemente tranquilo, permaneceu uma hora no motorhome da McLaren antes de falar com a imprensa. "Infelizmente cometi um erro", admitiu ele em certo momento da entrevista. Senna relatou, inclusive, seu encontro com Jean-Louis Schlesser após o incidente. "Disse a ele que não guardaria rencor. Afinal todos somos feitos da mesma matéria humana, sujeitos a erros. Eu errei em Mônaco, por exemplo". Ao sair do encontro com o brasileiro, Schlesser afirmou o seguinteː "Vim aqui por uma questão de gentileza. Não cometi um erro proposital. Meu carro teve um problema mecânicoː uma roda travou quando freei na primeira chicana. Entrei direto e havia muito espaço para Senna ultrapassar. Mas eu tinha de virar para a direita para voltar à pista e acho que Senna não levou isso em conta".
Maurício Gugelmin estava próximo aos dois no momento do acidente e defendeu o risco assumido por Ayrton Senna, assim como Roberto Moreno, que assistiu a corrida pela televisão. Entretanto, o ônus da experiência pesou contra o piloto da McLaren na opinião de Chico Landi. "Faltou cabeça ao Ayrton Senna", afirmou o decano dos pilotos brasileiros. "Não passavam dois carros naquela curva. O que custava esperar um pouco?". Inconformado, Wilson Fittipaldi Júnior temia pelo piorː "E se acontecer algo com o Ayrton? Ele pode perder o título mais ganho da história". Quando Alain Prost abandonou a corrida na volta trinta e cinco, a diferença entre Senna e Berger era de 25 segundos, mas à medida que a corrida chegava ao fim, Senna reduziu o ritmo para evitar uma pane seca ou uma quebra. Nesse interregno, Berger tomou a decisão inversa aproximando-se do brasileiro nas voltas quarenta e sete (6.132 segundos), quarenta e oito (5.049 segundos) e quarenta e nove (4.929 segundos) antes do malfafado encontro entre Senna e Schlesser a duas voltas para o fim da prova.
Sentindo-se ameaçado, o piloto da McLaren expôs-se ao risco e sofreu o acidente que o tirou da prova, mas não o teria feito se soubesse a opinião de Berger sobre o ocorrido. "Preciso agradecer-lhe este favor, pois do contrário não creio que tivesse conseguido superar Senna, por mais depressa que estivesse me aproximando", disse Berger ao comentar a afobação e o erro do líder do campeonato. O cenário para a decisão do campeonato mundial nas quatro provas restantes seria o seguinteː Ayrton Senna precisará de uma vitória e um quarto lugar para chegar ao título, enquanto Alain Prost terá que vencer todas as corridas para assegurar o tricampeonato. Quanto a Jean-Louis Schlesser, ele jamais retornou à Fórmula 1, mas venceu o Campeonato Mundial de Resistência pela Sauber em 1989 e 1990, honrando a memória de seu tio, Jo Schlesser, além de atuar na versão original do filme Taxi.

## Classificação

### Pré-classificação
| Pos. | Nº | Piloto            | Construtor    | Tempo    | Dif.    |
| ---- | -- | ----------------- | ------------- | -------- | ------- |
| 1    | 36 | Alex Caffi        | Dallara-Ford  | 1:30.877 | —       |
| 2    | 31 | Gabriele Tarquini | Coloni-Ford   | 1:32.860 | + 1.983 |
| 3    | 33 | Stefano Modena    | EuroBrun-Ford | 1:33.292 | + 2.415 |
| 4    | 21 | Nicola Larini     | Osella        | 1:33.738 | + 2.861 |
| DNPQ | 32 | Oscar Larrauri    | EuroBrun-Ford | 1:34.044 | + 3.167 |

### Treinos classificatórios
| Pos.    | Nº | Piloto               | Construtor      | Q1       | Q2       | Grid    |
| ------- | -- | -------------------- | --------------- | -------- | -------- | ------- |
| 1       | 12 | Ayrton Senna         | McLaren-Honda   | 1:26.160 | 1:25.974 | —       |
| 2       | 11 | Alain Prost          | McLaren-Honda   | 1:26.277 | 1:26.428 | + 0.303 |
| 3       | 28 | Gerhard Berger       | Ferrari         | 1:28.082 | 1:26.654 | + 0.680 |
| 4       | 27 | Michele Alboreto     | Ferrari         | 1:27.618 | 1:26.988 | + 1.014 |
| 5       | 18 | Eddie Cheever        | Arrows-Megatron | 1:28.101 | 1:27.660 | + 1.686 |
| 6       | 17 | Derek Warwick        | Arrows-Megatron | 1:28.258 | 1:27.815 | + 1.841 |
| 7       | 1  | Nelson Piquet        | Lotus-Honda     | 1:28.440 | 1:28.044 | + 2.070 |
| 8       | 20 | Thierry Boutsen      | Benetton-Ford   | 1:29.607 | 1:28.870 | + 2.896 |
| 9       | 19 | Alessandro Nannini   | Benetton-Ford   | 1:28.969 | 1:28.958 | + 2.984 |
| 10      | 6  | Riccardo Patrese     | Williams-Judd   | 1:30.124 | 1:29.435 | + 3.461 |
| 11      | 16 | Ivan Capelli         | March-Judd      | 1:29.513 | 1:29.696 | + 3.539 |
| 12      | 2  | Satoru Nakajima      | Lotus-Honda     | 1:29.541 | 1:30.570 | + 3.567 |
| 13      | 15 | Maurício Gugelmin    | March-Judd      | 1:30.145 | 1:30.035 | + 4.061 |
| 14      | 23 | Pierluigi Martini    | Minardi-Ford    | 1:30.734 | 1:30.125 | + 4.151 |
| 15      | 10 | Bernd Schneider      | Zakspeed        | 1:30.773 | 1:30.161 | + 4.187 |
| 16      | 9  | Piercarlo Ghinzani   | Zakspeed        | 1:31.182 | 1:30.035 | + 4.061 |
| 17      | 21 | Nicola Larini        | Osella          | 1:31.721 | 1:30.481 | + 4.507 |
| 18      | 22 | Andrea de Cesaris    | Rial-Ford       | 1:31.263 | 1:30.560 | + 4.586 |
| 19      | 24 | Luis Pérez-Sala      | Minardi-Ford    | 1:30.944 | 1:30.698 | + 4.724 |
| 20      | 30 | Philippe Alliot      | Lola-Ford       | 1:31.168 | 1:30.962 | + 4.988 |
| 21      | 36 | Alex Caffi           | Dallara-Ford    | 1:30.989 | 1:31.009 | + 5.015 |
| 22      | 5  | Jean-Louis Schlesser | Williams-Judd   | 1:31.548 | 1:31.620 | + 5.574 |
| 23      | 14 | Philippe Streiff     | AGS-Ford        | 1:31.676 | 1:31.687 | + 5.702 |
| 24      | 25 | René Arnoux          | Ligier-Judd     | 1:32.049 | 1:32.316 | + 6.075 |
| 25      | 29 | Yannick Dalmas       | Lola-Ford       | 1:32.164 | 1:32.686 | + 6.190 |
| 26      | 4  | Julian Bailey        | Tyrrell-Ford    | 1:32.573 | 1:32.290 | + 6.316 |
| DNQ     | 3  | Jonathan Palmer      | Tyrrell-Ford    | 1:32.405 | 1:33.067 | + 6.431 |
| DNQ     | 26 | Stefan Johansson     | Ligier-Judd     | 1:33.272 | 1:32.438 | + 6.464 |
| DNQ     | 31 | Gabriele Tarquini    | Coloni-Ford     | 1:32.829 | 1:35.805 | + 6.855 |
| DNQ     | 33 | Stefano Modena       | EuroBrun-Ford   | 1:34.727 | 1:33.226 | + 7.252 |
| Fontes: |    |                      |                 |          |          |         |

### Corrida
| Pos.    | N.º | Piloto               | Construtor      | Voltas | Tempo/Diferença | Grid | Pontos |
| ------- | --- | -------------------- | --------------- | ------ | --------------- | ---- | ------ |
| 1       | 28  | Gerhard Berger       | Ferrari         | 51     | 1:17:39.744     | 3    | 9      |
| 2       | 27  | Michele Alboreto     | Ferrari         | 51     | + 0.502         | 4    | 6      |
| 3       | 18  | Eddie Cheever        | Arrows-Megatron | 51     | + 35.532        | 5    | 4      |
| 4       | 17  | Derek Warwick        | Arrows-Megatron | 51     | + 36.114        | 6    | 3      |
| 5       | 4   | Ivan Capelli         | March-Judd      | 51     | + 53.522        | 11   | 2      |
| 6       | 20  | Thierry Boutsen      | Benetton-Ford   | 51     | + 59.878        | 8    | 1      |
| 7       | 6   | Riccardo Patrese     | Williams-Judd   | 51     | + 1ː14.743      | 10   |        |
| 8       | 15  | Maurício Gugelmin    | March-Judd      | 51     | + 1ː32.566      | 13   |        |
| 9       | 19  | Alessandro Nannini   | Benetton-Ford   | 50     | + 1 volta       | 9    |        |
| 10      | 12  | Ayrton Senna         | McLaren-Honda   | 49     | Colisão         | 1    |        |
| 11      | 5   | Jean-Louis Schlesser | Williams-Judd   | 49     | + 2 voltas      | 22   |        |
| 12      | 4   | Julian Bailey        | Tyrrell-Ford    | 49     | + 2 voltas      | 26   |        |
| 13      | 25  | René Arnoux          | Ligier-Judd     | 49     | + 2 voltas      | 24   |        |
| Ret     | 11  | Alain Prost          | McLaren-Honda   | 34     | Motor           | 2    |        |
| Ret     | 30  | Philippe Alliot      | Lola-Ford       | 33     | Motor           | 20   |        |
| Ret     | 14  | Philippe Streiff     | AGS-Ford        | 31     | Câmbio          | 23   |        |
| Ret     | 10  | Bernd Schneider      | Zakspeed        | 28     | Motor           | 15   |        |
| Ret     | 22  | Andrea de Cesaris    | Rial-Ford       | 27     | Escapamento     | 18   |        |
| Ret     | 9   | Piercarlo Ghinzani   | Zakspeed        | 25     | Motor           | 16   |        |
| Ret     | 36  | Alex Caffi           | Dallara-Ford    | 24     | Pane elétrica   | 21   |        |
| Ret     | 29  | Yannick Dalmas       | Lola-Ford       | 17     | Radiador        | 25   |        |
| Ret     | 23  | Pierluigi Martini    | Minardi-Ford    | 15     | Motor           | 14   |        |
| Ret     | 2   | Satoru Nakajima      | Lotus-Honda     | 14     | Motor           | 12   |        |
| Ret     | 24  | Luis Perez-Sala      | Minardi-Ford    | 12     | Câmbio          | 19   |        |
| Ret     | 1   | Nelson Piquet        | Lotus-Honda     | 11     | Embreagem       | 7    |        |
| Ret     | 21  | Nicola Larini        | Osella          | 2      | Motor           | 17   |        |
| DNQ     | 3   | Jonathan Palmer      | Tyrrell-Ford    |        |                 |      |        |
| DNQ     | 26  | Stefan Johansson     | Ligier-Judd     |        |                 |      |        |
| DNQ     | 31  | Gabriele Tarquini    | Coloni-Ford     |        |                 |      |        |
| DNQ     | 33  | Stefano Modena       | EuroBrun-Ford   |        |                 |      |        |
| DNPQ    | 32  | Oscar Larrauri       | EuroBrun-Ford   |        |                 |      |        |
| Fontes: |     |                      |                 |        |                 |      |        |

## Tabela do campeonato após a corrida
| Pos.    | Piloto           | Pontos |
| ------- | ---------------- | ------ |
| 1       | Ayrton Senna     | 75     |
| 2       | Alain Prost      | 72     |
| 3       | Gerhard Berger   | 37     |
| 4       | Michele Alboreto | 22     |
| 5       | Nelson Piquet    | 18     |
| Fontes: |                  |        |

| Pos.    | Construtor      | Pontos |
| ------- | --------------- | ------ |
| 1       | McLaren-Honda   | 147    |
| 2       | Ferrari         | 59     |
| 3       | Benetton-Ford   | 23     |
| 4       | Arrows-Megatron | 20     |
| 5       | Lotus-Honda     | 19     |
| Fontes: |                 |        |

- Nota: Somente as primeiras cinco posições estão listadas e a campeã mundial de construtores surge grafada em negrito. Entre 1981 e 1990 cada piloto podia computar onze resultados válidos por temporada não havendo descartes no mundial de construtores.